# Angeldiazia weigendii
Angeldiazia weigendii là một loài thực vật có hoa trong họ Cúc.